# Ksar Ouled Brahim
Ksar Ouled Brahim, également appelé Ksar Médenine, Ksar Touazine ou Ksar Orouch, est un ksar de Tunisie situé à Médenine.

## Localisation
Le ksar est situé dans le centre de Médenine, au voisinage de Ksar Ommarsia et Ksar Lobbeira. Il forme un carré d'environ 80 mètres de côté accessible par deux portes.

## Histoire
Le site est ancien, les premiers ksour de Médenine ayant été construits au début du XIXe siècle, à l'initiative du saint Sidi Ali Ben Abid après son installation dans une grotte sur un site désormais occupé par une mosquée portant son nom. À son apogée en 1930, la ville accueille une agglomération de quelque 25 ksour, la plus grande du pays avec un total de 6 000 ghorfas, avant la démolition de la plupart d'entre eux en 1960.
De nos jours, seuls trois de ces ksour subsistent dont Ksar Ouled Brahim, qui est exproprié par l'État tunisien dans les années 1960.
Le 10 janvier 2020, le gouvernement tunisien propose les ksour de Médenine dont Ksar Ouled Brahim pour un futur classement sur la liste du patrimoine mondial de l'Unesco. Le 21 janvier 2021, un arrêté en fait un monument classé.

## Aménagement

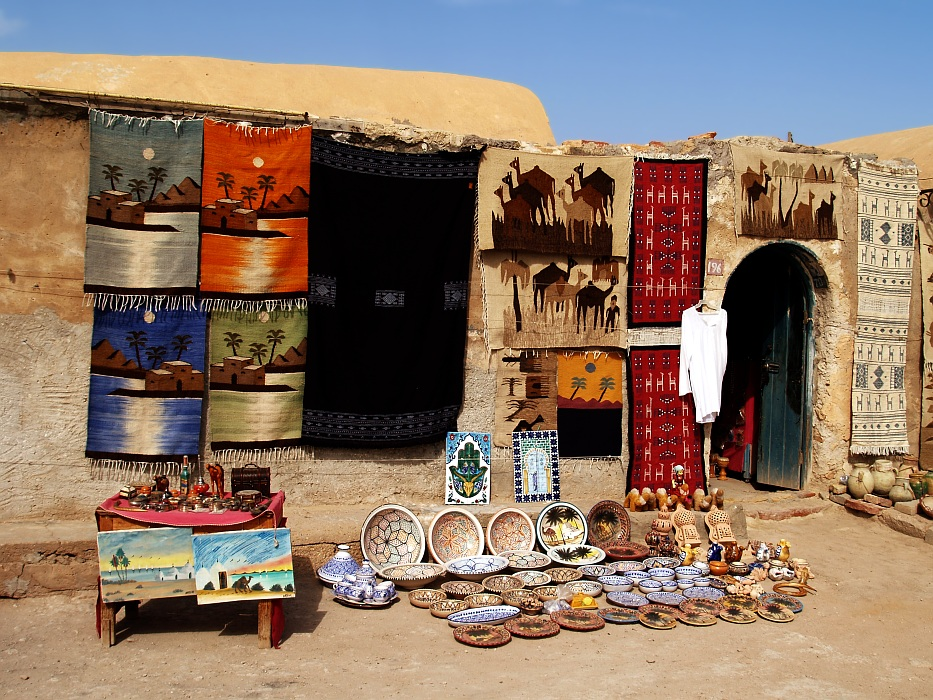
Artisanat vendu dans le ksar.

Le ksar compte environ 140 ghorfas majoritairement réparties sur deux étages. Celles situées au rez-de-chaussée ont des portes et sont toutes utilisées, ce qui n'est pas le cas de la plupart de celles situées dans les étages.
Ksar Ouled Brahim a été restauré.

## Utilisation
Le site est transformé en relais touristique, les ghorfas étant louées à des commerçants vendant surtout de l'artisanat. Un café est également situé à l'entrée.